# سیلویا هیندورف
سیلویا هیندورف (آلمانی: Silvia Hindorff؛ زادهٔ ۲۷ ژوئن ۱۹۶۱) ژیمناست هنری اهل آلمان بود.